# Московский областной государственный камерный театр
Московский областной государственный камерный театр — московский областной театр.

## История
Московский областной Камерный театр был создан согласно Постановлению № 219 от 15 марта 1934 года Народного Комиссариата просвещения РСФСР (НКП РСФСР) и получил первоначальное название: Колхозный художественный театр Московского областного Управления театрально-зрелищными предприятиями.
- 1942 год — театр переименовали в Первый Московский областной драматический театр.
- 1992 — театр получил название, под которым проработал более двух десятков лет: Московский областной государственный камерный театр.
- 1993 — театр стал работать на территории Юго-Восточного округа (Кузьминки), на Малой сцене Московского областного Дома Искусств (МОДИ).

В разное время коллектив возглавляли: С. А. Бенкендорф, М. Е. Веснин; В 1987 году Главным Режиссёром театра стал 32-х летний Пётр Олев, предложивший слияние областных театров в один, настаивавший на строительстве помещения для бездомных тогда московских областных театров. Пётр Олев активно выступал за улучшение условий работы артистов областных театров, за поднятие художественного уровня областных театров. Он выступал против контроля театров со стороны партийных структур и областного комитета КПСС. В 1988 году он был уволен, якобы подав заявление «по собственному желанию», которого никогда не подавал. На смену ему пришел В. И. Якунин, приглашенный им на постановку пьесы Э. Олби «Всё в саду». С 1989 года — Валерий Иванович Якунин — заслуженный артист РФ, заслуженный деятель искусств РФ.
Московский областной государственный камерный театр (1934—2013) — ныне не существующий московский театр.
В 1968—1973 гг. главным художником театра был А. М. Авербах.
При Камерном театре также действовал экспериментальный актёрский курс.

### Конец истории
В 2013 году произошло слияние двух областных театров: Московского областного драматического театра им. А. Н. Островского и Московского областного государственного Камерного театра. Новосозданный театр получил название Московский губернский театр; его художественный руководитель — народный артист РФ Сергей Витальевич Безруков.

## Труппа
После 2013 года труппы Московского областного государственного камерного театра не существует.

До этого:
- Амелин, Александр Александрович
- Багров, Григорий Анатольевич
- Басканчин, Николай Владимирович
- Блинова, Валентина Александровна
- Бояринова, Марина Владимировна
- Веретин, Алексей Юрьевич
- Вершинин, Сергей Евгеньевич
- Гомоной, Евгений Юрьевич
- Губанов, Сергей Владимирович
- Гусаров, Алексей Алексеевич
- Доронина, Елена Евгеньевна
- Захарова, Алла Александровна
- Значков, Роман Николаевич
- Исаенков, Андрей Александрович
- Исаенкова, Елена Александровна
- Качалкина, Наталья Владимировна
- Кисса, Сергей Юрьевич
- Коноваленко, Валентина Николаевна
- Кудрина, Людмила Михайловна
- Кукушкина, Наталья Александровна
- Курлов, Олег Константинович
- Михеева, Елена Александровна
- Пестова, Юлия Геннадьевна
- Полозова, Анна Сергеевна
- Попов, Александр Григорьевич
- Ремезов, Павел Николаевич
- Роганова, Анна Сергеевна
- Рогов, Михаил Николаевич
- Рудова, Татьяна Кузьминична
- Серебренникова, Евгения Евгеньевна
- Фирсов, Григорий Николаевич
- Хаустова, Оксана Валерьевна
- Цагина, Елена Георгиевна
- Шутов, Виктор Дмитриевич
- Шелягин, Константин Андреевич